# Laguna Sacpetén
A  Laguna Sacpetén  é um lago localizado na Guatemala. Localiza-se no departamento de El Petén, Município de San José.